# 最上川 (曲)
『最上川』（もがみがわ）は山形県の県民歌である。歌詞は昭和天皇の御製で、作曲は島崎赤太郎。

## 歴史
昭和天皇が皇太子時代の1925年（大正14年）10月、山形県行啓に際して最上川の情景を詠んだ和歌（御製歌）を援用したものである。元の御製歌は1926年（大正15年）の歌会始で勅題「河水清」に基づいて詠み上げられた。昭和天皇即位後の1929年（昭和4年）にこの御製歌を県歌にすべきであるとの山形県教育会の決定を受け、1930年（昭和5年）10月に宮内省の許可を得て東京音楽学校教授の島崎赤太郎に作曲を依頼し、曲が完成した。

### 戦後の扱い
1945年（昭和20年）の太平洋戦争終結以前は長野県の『信濃の国』や『秋田県民歌』と並ぶ“三大県民歌”と称されてきたが、連合国占領下では熊本県の『菊池盡忠の歌』のように連合国軍最高司令官総司令部 (GHQ/SCAP) の命令で演奏が禁止された県民歌もあり、『最上川』も演奏が自粛されるようになったが、
1947年（昭和22年）8月、山形県に昭和天皇の戦後巡幸があった際には、各地の奉迎場で盛んに歌われた。
一方、憲法普及会山形県支部が日本国憲法普及活動の一環として1947年（昭和22年）5月3日の日本国憲法制定記念式典で演奏する新「山形県民歌」の歌詞を公募し、高校教諭でアララギ派歌人の原知一が「原まこと」名義で応募した『朝ぐもの』が採用された。作曲は依頼により橋本國彦が行い、憲法制定記念式典においてはこの新県民歌『朝ぐもの』が演奏されたが、この新県民歌は戦前から『最上川』に慣れ親しんできた県民には広く受け入れられず、サンフランシスコ講和条約の発効後には忘れ去られてしまった。そのため、1960年代には「慣例上」としながらも『最上川』が再び県民歌として扱われるようになった。

### 正式な県民歌としての制定
1981年（昭和56年）には山形県議会で県民歌に関する質問が行われたことを契機に新県民歌の制定について協議されたが、新県民歌の制定を求める意見と戦前から親しまれてきた『最上川』を支持する意見が拮抗し、最終的に知事の板垣清一郎の判断で『最上川』を正式な「山形県民の歌」として制定する旨が1982年（昭和57年）3月31日に告示された。1986年（昭和61年）4月1日には山形放送 (YBC) がテレビの放送開始時に本曲を演奏するようになり、これは現在も続いている。

## 歌唱
1933年（昭和8年）にビクターレコード（現JVCケンウッド・ビクターエンタテインメント）から徳山璉が謹唱するSPレコードが発売された。同じレコードのB面には土井晩翠作詞、五十嵐悌三郎作曲で日本ビクター男声合唱団が歌う「山形県青年団歌」が収録されている。徳山の謹唱による創唱盤は、レーベルオンデマンドにより2020年にCD化された（品番：VODL-34391）。
また、1978年（昭和53年）には日本コロムビアが「スポーツ県民歌」創唱者の藤山一郎によるセルフカバーをシングル盤（品番：PES-7849）として製造した際に、B面曲として芳野靖夫が謹唱する『最上川』のカバーが収録されている。

## 歌碑
酒田市の日和山公園に本曲の歌碑が建立されている。また、同市の出羽大橋に設けられている欄干にも本曲のレリーフが設置されている。